# ロマンティックに愛して
「ロマンティックに愛して」（ロマンティックにあいして）は、荻野目洋子の26枚目のシングル。1992年7月1日にビクターエンタテインメントよりリリースされた。

## 概要
CD自体はtrack2「生命の詩(うた)」と合わせて両A面シングルの作りになっているが、track1「ロマンティックに愛して」のみで紹介されることが多い。（公式ページではtrack2が全てc/wの表記で統一されているため、この形での記述とする） 
表題曲「ロマンティックに愛して」はアルバム『流行歌手』からのシングルカットで、日本テレビ系『木曜ドラマシティ』エンディングテーマソング。ドラマシティには荻野目自身も一度出演しており（「北海道へいらっしゃい」）この曲が使用されていた。（シングルとは少し違うバージョンが使用された）
カップリング曲「生命の詩(うた)」は第1回ジャパンエキスポ富山'92テーマソング。

## 収録曲
1. ロマンティックに愛して
  - 作詞：朝野深雪 / 作曲：森重樹一 / 編曲：須貝幸生・神長弘一・井上龍仁
2. 生命の詩(うた)
  - 作詞：松本隆 / 作曲：服部克久 / 編曲：服部隆之
3. ロマンティックに愛して （オリジナルカラオケ）
4. 生命の詩(うた) （オリジナルカラオケ）